# حسن محمد (لاعب كريكت)
حسن محمد (20 يناير 1980 - ) هو لاعب كريكت ماليزي. شارك مع منتخب ماليزيا الوطني للكريكت.

## وصلات خارجية
- حسن محمد على موقع إي آس بي آن كريك إنفو (الإنجليزية)